# 국립생물학방위분석대응센터
국립생물학방위분석대응센터(National Biodefense Analysis and Countermeasures Center, NBACC)는 미국 국토안보부 산하의 세균전 담당 연구소이다.

## 역사
2001년 911 테러 직후, 2002년 미국 국토안보부 산하의 국립연구소로는 최초로 설립되었다. 포트 데트릭에 위치해 있고, 생물학 박사가 연구소장이며, 180명이 근무한다. 그동안 100건 이상의 미국 연방 차원의 생물학 관련 사건을 처리했다.
미국 국토안보부는 911 테러에서 무능한 미국 연방 정부를 반성하면서 세운, 미국에 대한 테러를 막는 장관급 부처이다. 따라서 국립생물학방위분석대응센터는 미국에 대한 생물학 테러를 막는 연구소이다.

## 포트 데트릭
포트 데트릭은 냉전 시대에는 미군의 생물학 무기개발 전초기지였으나, 이후 에볼라 백신을 개발하고 중증급성호흡기증후군(사스)과 지카 바이러스 백신개발 연구에도 나서는 등 생의학 연구에 주력하고 있다.
고비용, 최첨단의 BSL-4 실험실이 3개나 있다.
- NIAID 실험실 - 미국 국립 알레르기·전염병 연구소(National Institute of Allergy and Infectious Diseases, NIAID)는 미국 보건복지부(HHS)의 산하기관인 미국 국립보건원(NIH)을 구성하는 27개 기관 및 센터 중 하나이다.
- 미육군전염병연구소 - 미육군전염병연구소(United States Army Medical Research Institute of Infectious Diseases,USAMRIID)는 미국 육군의 생물학전 방어 연구를 하는 시설이다.
- 국립생물학방위분석대응센터 - 국립생물학방위분석대응센터(National Biodefense Analysis and Countermeasures Center, NBACC)는 미국 국토안보부 산하의 세균전 담당 연구소이다.

## 시설
BSL-2, BSL-3, BSL-4 실험실을 운영중이다. BSL-4 실험실은 고가의 건설비용이 드는 세계 최첨단, 최고위험등급의 세균 실험실로, 미국에 7개 뿐이다.

## 비판
이 연구소는 국토안보부 관할로 워싱턴 DC에서 1시간 거리에 있다. 세균 실험을 위해 동물들을 수용하는 세균 분무실도 갖추게 된다. 워싱턴 포스트는 미국이 생물학 무기를 금하는 생물무기금지협약을 위반했다는 비판도 살 수 있을 것이라고 지적했다. 또한 비판자들은 다른 나라들도 비밀리에 생물학 연구소를 설립하도록 부추길 수 있는 등 생물학적 테러 위험을 증가시킬 우려가 있다고 지적한다.

## 영화
2002년 중국 사스 이후, 그리고 2015년 메르스 이전인 2011년 컨테이젼 (영화)가 개봉했다. 매트릭스 (영화)의 모피어스 선장인 로런스 피시번이 미국 질병통제예방센터(CDC) 소장으로 나온다. 케이트 윈슬렛은 CDC 전염병 박사로 나와, 현장에서 역학조사를 위해 환자들을 인터뷰하고, 대규모 임시 병상 설치를 지시하는 등 현장을 사실상 총괄해서 임무를 수행하다가 독감에 전염되어 사망한다.
영화에서는, 미국의 전염병 통제를 살펴볼 수 있는데, CDC 소장, 우리로 치면 정은경 질병관리본부장이 인터뷰도 나오고, 성명도 발표하는 등 전염병 사태의 대외적 총책임자로 나오지만, 내부적으로는 미국의 세균전(생물학전) 담당 731 부대 부대장 격인 미국 국토안보부 전염병 연구소 소장이 CDC 소장 보다 더 위에서 통제하지만, 언론에는 직접 나서지 않는다고 나온다. 미국 대통령은 영화에 아예 나오지 않는다.
1949년, 일본 생물학전 부대로 악명높은 731 부대 부대장인 이시이 시로(石井四郞) 일본 육군 중장과 그 부하들이 포트 데트릭으로 와서 생물학 무기 개발에 참여했다. 의사인 이시이 중장은 매우 유명해서, 731 부대를 이시이 부대라고도 부른다. 초대 부대장을 지냈다. 이시이 중장은 한국전쟁 당시 여러번 한국을 방문했었다.
2006년 7월 31일, 워싱턴포스트는 미국 국토안보부 산하 국립생물학방위분석대응센터(NBACC)가 2006년 6월 워싱턴 인근 군기지에 대규모 생물무기 실험실 건물 공사를 시작했다고 보도했다. 워싱턴에서 자동차로 1시간 거리인 메릴랜드주 포트 데트릭에 짓는 연구소는 총 1억 2800만 달러를 들여 8층 높이, 4500평 규모가 될 것으로 예상된다. 연구소가 들어서는 포트 데트릭 기지는 미국의 생물무기 생산이 중단되기 전까지 생산을 주도했던 군기지이기도 했다.
영화에 나오는 CDC 소장 위에서 통제하는 미국 국토안보부 소장이란 국립생물학방위분석대응센터(NBACC) 소장을 말하는 것으로 보인다.
세균전 자살 테러범이 자신의 몸에 바이러스를 주사하고는, 인구 대이동이 발생하는 명절 직전에 사람들이 매우 많이 돌아다니는 곳을 일부러 돌아다니면서 세균을 전파하고 죽었을 수 있다면서 미국 국토안보부에서 경고하자, CDC 소장은 무슨 그런 걱정을 하느냐면서 무시하지만, 영화 내내 CDC 소장은 그 국토안보부 연구소장 보다 밑에서 통제를 받는 장면이 나온다.
한국은 현재 질병관리본부(KCDC)의 정은경 질병관리본부장이 언론에 나서고 있는데, 그보다 상위에서 컨트롤 하는 국방부의 731 부대 부대장이 존재하는지는, 언론에 정확하게 보도된 적은 없다. 731 부대라는 것이, 공격을 위한 부대로 보자면 매우 사악한 부대지만, 세균전 테러를 방어하기 위한 측면에서 보면, 국가의 존립과 국민의 안전을 지키기 위해서는 매우 중요한 부대이다. 관련사항은 미육군전염병연구소 참조.

## 같이 보기
- 코로나19 범유행